# دوج چارجر (بدنه-ال)
دوج چارجر (بدنه-ال) (Dodge Charger (L-body)) خودرویی است که در سال‌های ۱۹۸۳ تا ۱۹۸۷تولید شده است.
این خودرو در کلاس خودرو کامپکت کوچک قرار گرفته و طراحی آن خودروهای موتور جلو-محور جلو بوده است. سیستم جعبه‌دندهٔ آن ۳ دنده به دو صورت خودکار و دستی است.